# Советы народных депутатов
Сове́ты наро́дных депута́тов — представительные органы государственной власти СССР и союзных республик. Созданные Конституцией СССР 1936 года под названием Советы депутатов трудящихся, переименованы в Советы Народных Депутатов Конституцией 1977 года. В Российской Федерации осенью 1993 года после принятия новых уставов областей, краёв и автономных округов большинство советов народных депутатов было ликвидировано. Полномочия областных, краевых, окружных советов народных депутатов перешли представительным органам, предусмотренным уставами областей, краёв, автономных округов; в тех областях, где советы народных депутатов сохранялись, были ликвидированы малые советы; полномочия районных, городских, поселковых и сельских советов народных депутатов перешли соответственно районным, городским, поселковым и сельским администрациям соответствующих местных единиц.

## Структура Советов народных депутатов
До 1989 года
- Верховный Совет СССР (двухпалатный — Совет Союза и Совет национальностей) и избираемый им Президиум;
- Верховные Советы союзных республик и избираемые ими Президиумы;
- Верховные Советы автономных республик и избираемые ими Президиумы;
- Краевые и областные Советы народных депутатов и избираемые ими исполкомы;
- Советы народных депутатов автономных областей и автономных округов и избираемые ими исполкомы;

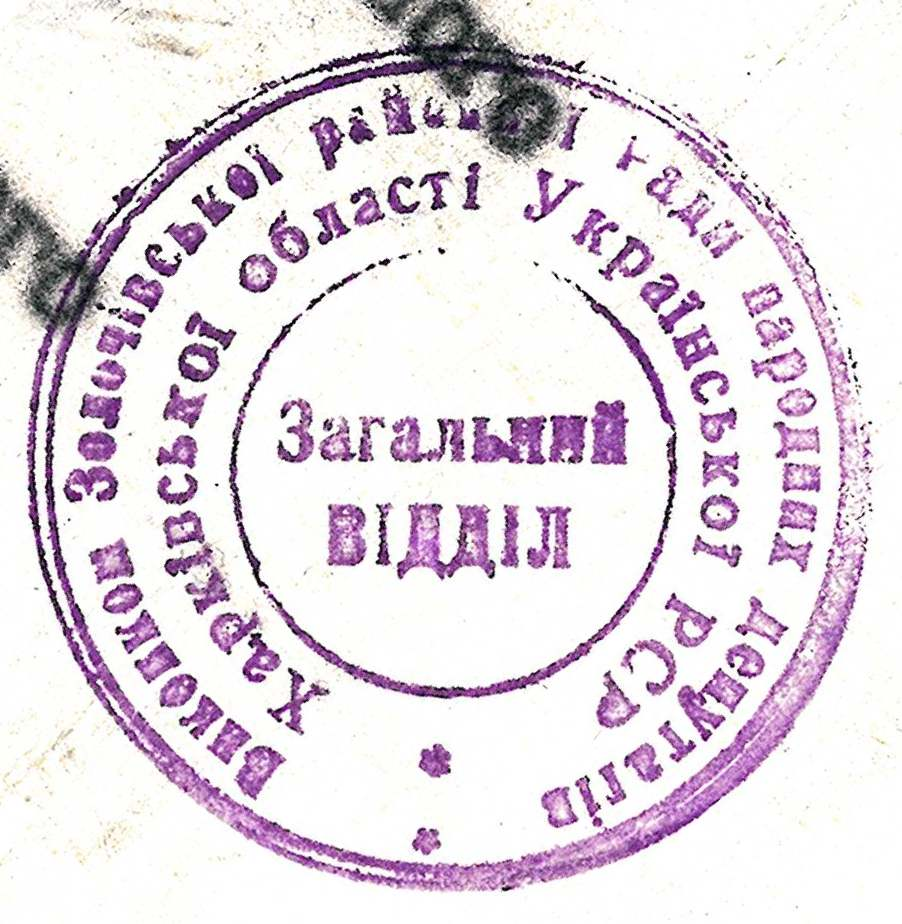
Печать исполкома райсовета. Посёлок Золочев Харьковской области Украинской ССР, 1980

- Районные Советы народных депутатов и избираемые ими исполкомы;
- Городские Советы народных депутатов и избираемые ими исполкомы;
- Поселковые и сельские Советы народных депутатов и избираемые ими исполкомы;

После 1989 года
- Съезд народных депутатов СССР и избираемый им Верховный Совет СССР (двухпалатный — Совет Союза и Совет национальностей; последний в 1991 году заменён Советом Республик, однако соответствующие изменения в Конституцию внесены не были);
- Съезд народных депутатов РСФСР и избираемый им Верховный Совет РСФСР (двухпалатный — Совет Республики и Совет национальностей), а также Верховные Советы других союзных республик (однопалатные)[2];
- Съезд народных депутатов Дагестанской АССР и избираемый им Верховный Совет Дагестанской АССР, а также Верховные Советы других автономных республик[2];
- Краевые, областные, окружные советы народных депутатов, городские советы народных депутатов городов республиканского подчинения;
- Районные советы народных депутатов, городские советы народных депутатов городов краевого и областного подчинения;
- Городские, поселковые, сельские советы народных депутатов, районные советы народных депутатов городских районов.

## Сроки полномочий
В соответствии с Конституцией СССР (1977 г.) срок полномочий Верховного Совета СССР, Верховных Советов союзных республик и Верховных Советов автономных республик определялся в пять лет, а сроки полномочий местных Советов народных депутатов в два с половиной года.

## Порядок работы и управления
Важнейшие вопросы, отнесённые к ведению соответствующих Советов, должны были рассматриваться и решения по ним должны были определяться во время работы сессий Советов.
Для вопросов ежедневного управления и координации деятельности на местах различных служб и ведомств избирались исполнительные комитеты (исполкомы) соответствующих Советов.
Для работы в целом ряде направлений Советы на своих сессиях избирали постоянные комиссии, курирующие вопросы коммунального обслуживания, сельского хозяйства, здравоохранения, культуры и целый ряд других. Местные Советы также избирали территориальные органы народного контроля — сочетание государственного и общественного контроля за деятельностью предприятий, учреждений и организаций.
Депутаты Советов народных депутатов всех уровней, по Закону о статусе депутатов, три раза в месяц отчитывались перед избирателями о проделанной работе, составляли отчеты.

## Избирательная система
Конституция СССР (1977 г.) декларировала право каждого гражданина страны в возрасте старше 18 лет принимать участие в выборах депутатов народных Советов или быть выдвинутым для избрания. Для депутатов Верховного Совета СССР минимальный возраст устанавливался в 21 год.
Право выдвижения кандидатов в депутаты принадлежало организациям Коммунистической партии Советского Союза, профессиональных союзов, организациям Всесоюзного Ленинского Коммунистического Союза Молодежи, общественным организациям, трудовым коллективам и собраниям военнослужащих. Поскольку руководство (и большинство полномочных членов) всех перечисленных организаций обязательно состояли в КПСС и подчинялись партийной дисциплине, такой механизм давал коммунистической партии возможность полного контроля за выдвижением кандидатов.